# Ella Henderson

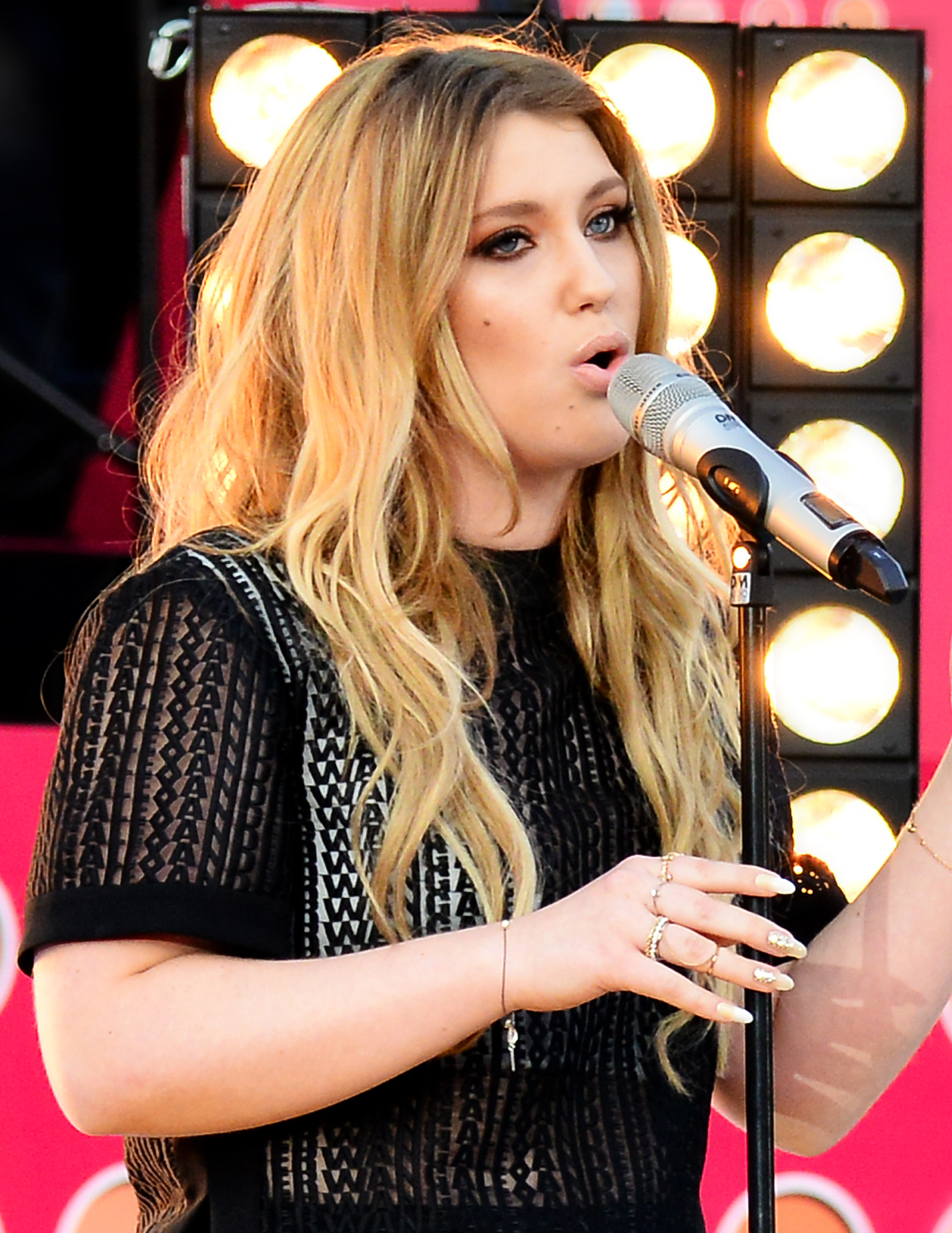
Ella Henderson (2014)

Gabriella Michelle „Ella“ Henderson (* 12. Januar 1996 in Tetney, Lincolnshire) ist eine englische Sängerin, die 2012 durch ihre Teilnahme an The X Factor bekannt wurde.

## Biografie
Ella Henderson nahm 2012 als Sechzehnjährige an der Castingshow The X Factor teil und kam dort unter die letzten Sechs. Obwohl sie als mögliche Siegkandidatin eingeschätzt worden war, bekam sie in dieser Runde die wenigsten Zuschauerstimmen und konnte sich auch über das Stechen mit dem Vorletzten James Arthur nicht retten. Arthur gewann später die Staffel.
Sie unterschrieb noch im selben Jahr einen Plattenvertrag mit Sony Music und schloss sich dem Label Syco Music von Simon Cowell an. Im Jahr darauf wurde es jedoch erst einmal ruhig um die Sängerin bis auf gelegentliche Videoveröffentlichungen im Internet. Mit Produzenten wie Salaam Remi (unter anderem Amy Winehouse) und Babyface stellte sie ihr Debütalbum zusammen und schrieb an allen Songs mit. Die Veröffentlichung wurde immer wieder verschoben, erst Anfang Juni 2014 erschien dann ihre Debütsingle Ghost. Das Lied hatte sie zusammen mit Ryan Tedder geschrieben und aufgenommen. Sie stieg sofort auf Platz eins der britischen und der irischen Charts.

## Diskografie
Studioalben

| Jahr | Titel Musiklabel                               | Höchstplatzierung, Gesamtwochen, AuszeichnungChartplatzierungen (Jahr, Titel, Musiklabel, Platzierungen, Wochen, Auszeichnungen, Anmerkungen) | Höchstplatzierung, Gesamtwochen, AuszeichnungChartplatzierungen (Jahr, Titel, Musiklabel, Platzierungen, Wochen, Auszeichnungen, Anmerkungen) | Höchstplatzierung, Gesamtwochen, AuszeichnungChartplatzierungen (Jahr, Titel, Musiklabel, Platzierungen, Wochen, Auszeichnungen, Anmerkungen) | Höchstplatzierung, Gesamtwochen, AuszeichnungChartplatzierungen (Jahr, Titel, Musiklabel, Platzierungen, Wochen, Auszeichnungen, Anmerkungen) | Höchstplatzierung, Gesamtwochen, AuszeichnungChartplatzierungen (Jahr, Titel, Musiklabel, Platzierungen, Wochen, Auszeichnungen, Anmerkungen) | Anmerkungen                                                |
| Jahr | Titel Musiklabel                               | DE | AT | CH | UK | US | Anmerkungen                                                |
| ---- | ---------------------------------------------- | --- | --- | --- | --- | --- | ---------------------------------------------------------- |
| 2014 | Chapter One Syco Music (SME)                   | DE22 (2 Wo.)DE | AT14 (2 Wo.)AT | CH9 (6 Wo.)CH | UK1 Platin · (55 Wo.)UK | US11 (11 Wo.)US | Erstveröffentlichung: 10. Oktober 2014 Verkäufe: + 317.500 |
| 2022 | Everything I Didn’t Say Atlantic Records (WMG) | — | — | — | UK8 Gold · (43 Wo.)UK | — | Erstveröffentlichung: 11. März 2022 Verkäufe: + 100.000    |